# Willi Orbán
Vilmos Tamás "Willi" Orbán (født 3. november 1992) er en tysk-ungarnsk professionel fodboldspiller, som spiller for Bundesliga-klubben RB Leipzig og Ungarns landshold.

## Klubkarriere

### Kaiserslautern
Orbán begyndte sin karriere hos 1. FC Kaiserslautern, og gjorde sin debut for førsteholdet i 2011. Mellem 2011-2013 spillede Orbán hovedsageligt på reserveholdet, men spillede også sporadisk for førsteholdet.
Orbán etablerede sig fra 2013 og frem som en fast mand i Kaiserslautern mandskabet, og blev i 2014-15 sæsonen valgt som årets spiller i klubben.

### RB Leipzig
Orbán skiftede i maj 2015 til RB Leipzig. Orbán blev hurtigt en vigtig del af Leipzig holdet som i 2015-16 sæsonen sikrede oprykning til Bundesligaen.
Orbán blev gjort til viceanfører før 2016-17 sæsonen. Orbán var derfor anfører for holdet i alle de kampe hvor at Dominik Kaiser ikke spillede, og var i de kampe den yngste anfører i Bundesligaen. Efter at Kaiser skiftede til Brøndby i 2018, blev Orbán gjort til Leipzigs nye anfører.
Orbán blev valgt af sportsmagasinet Kicker til Årets hold i Bundesligaen for 2018-19 sæsonen.

## Landsholdskarriere

### Tyskland
Orbán spillede i 2014 to kampe for Tysklands U/21-landshold. 

### Ungarn
Orbán nævnte flere gange i løbet af 2016 og 2017, at hans ønske var at spille for Tyskland. Han blev dog ikke udtaget af Tyskland, og han valgte derfor den 1. oktober 2018, at erklære for Ungarn. Han debuterede for Ungarns landshold få dage senere, den 12. oktober 2018.

## Privat
Orbán er født i Tyskland til en far fra Ungarn og en mor fra Polen.

## Titler
RB Leipzig
- DFB-Pokal: 2 (2021-22, 2022-23)
- DFL-Supercup: 1 (2023)

Individuelle
- Årets Spiller i 1. FC Kaiserslautern: 1 (2014-15)
- Kickers Årets Hold i Bundesligaen: 1 (2018-19)